# Bill Clinton
William Jefferson „Bill” Clinton, cunoscut mai ales ca Bill Clinton, (n. 19 august 1946, Hope⁠(d), Arkansas, SUA) este un politician, avocat, scriitor și jurist american care a ocupat funcția de cel de-al patruzeci și doilea președinte al Statelor Unite ale Americii, servind ca șef al executivului Statelor Unite două mandate complete de 4 ani între 1993 și 2001.  Înaintea câștigării alegerilor prezidențiale⁠(d) din 1992, Clinton a servit cinci mandate, dintre care ultimele patru consecutive, în calitate de al 50-lea, respectiv al 52-lea guvernator al statului Arkansas.  Soția sa, Hillary Rodham Clinton, a fost senator din partea statului New York, stat în care ambii locuiesc. A fost secretar de stat în administrația Obama. Bill Clinton a fondat și conduce fundația care îi poartă numele, Clinton Foundation⁠(d).
A lucrat in perioade diferite ca procuror, profesor, președinte al diferitor organizații în domeniul dreptului și relațiilor internaționale.

## Discursul prezidențial
Există patru discursuri importante prin care se observă trăsăturile de bază ale discursurilor lui Clinton: discursul inaugural din 20 ianuarie 1993, discursul Martin Luther King, discursul “I am sorry” și discursul “I have sinned” din perioada scandalului Monica Lewinsky.

### Discursul de inaugurare
Discursul inaugural din 20 ian 1993 este un discurs lung, se întinde pe 4 pagini format A4, și își propune să convingă auditoriul ca prin ocuparea scaunului prezidențial de către un democrat lucrurile se vor schimba în America și toate slăbiciunile sistemului  - datorate mai mult sau mai puțin republicanilor - vor fi eliminate și America își va relua poziția de “world’s greatest power” (cea mai mare putere a lumii).
Discursul jonglează foarte mult la nivel de limbaj, folosind metafore și imagini-cuvinte cheie. Încă din deschiderea discursului Bill Clinton își asumă figura salvatorului, aducătorului de înnoire și de viață prin utilizarea metaforei iarnă-primăvară. Ideea de schimbare devine astfel un leitmotiv al discursului. Este vorba de o schimbare a Americii nu “de dragul schimbării”, după cum spune Clinton, ci pentru a păstra idealurile americane – viața, libertatea și căutarea fericirii. Cuvântul “change” apare de 11 ori în discurs, iar ideea de schimbare este susținută de cele mai multe ori prin cuvinte derivate cu prefixul “re-” de tipul “renewal”, “reinvent”, “remaking”, “reborn”, etc.
De cele mai multe ori Clinton se identifică cu ceea ce reprezintă America, poporul american, reușite sau nereușite la nivel de națiune prin utilizarea pronumelui personal la persoana I plural “we”. Folosește persoana I singular doar atunci când vorbește din poziția omului Clinton, dorind să împărtășească celor care îl ascultă și îl privesc ceva din experiența personală: un sfat, un citat din Biblie, o întâmplare, etc.
Pentru a atrage simpatia electoratului Clinton oferă evident soluții, revine în fața publicului ca și salvator, dar un salvator de tipul Moise, care se identifică cu națiunea, lăsând să se înțeleagă că vor lupta împreună pentru a-și atinge scopurile, subliniind puternic ideea de împreună – “together”, faptul că nu sunt singuri în fața a ceea ce va urma.
Își declară deschis scopurile pe care dorește să le atingă în timpul mandatului ajutat de poporul american. Subliniază din nou nevoia de a lucra împreună la renașterea Americii, de a se ajuta reciproc pentru a-și atinge scopurile nobile și lansează ideea de marea familie americană.
În încheierea discursului utilizează un citat din Biblie în primul rând pentru a-și reîntări imaginea de salvator, trimis sfânt, poate chiar un fel de arhanghel, și apoi pentru a sensibiliza credincioșii din rândul publicului.

### Discursul Martin Luther King
În cel de al doilea discurs grija cu care a fost redactat evident cu mult înainte de aflarea rezultatelor, este rostit în timpul ceremoniei din Oak Bluff, Massachusetts, ținută cu ocazia celei de a 35-a Anniversare a discursului lui Martin Luther King, "I Have A Dream", discurs care a schimbat cursul politicii americane al acelei perioade.
Discursul lui Clinton debutează într-o tonalitate foarte personală, deoarece utilizează persoana I singular și verbe la trecut simplu sau continuu în alternanța cu prezentul lui “îmi amintesc”- “I remember”. Scopul acestui debut emoțional este de a sublinia impactul pe care ziua de 28 august 1968 a avut-o asupra tânărului Clinton.
Repetarea aproape obsesiva a cuvintelor “I remember” dorește să întărească veridicitatea celor relatate și în același timp să sublinieze impactul emoțional al discursului lui King asupra omului Clinton, atât al tânărului de atunci cât și al președintelui din prezent. În momentul discursului Clinton lasă impresia că retrăiește la fel de puternic acele emoții, tonul în care recită discursul este plin de emoție, pasional, gesturile la fel de largi și deschise. Există un moment în discurs când Clinton lovește pupitrul de la care vorbea în dorința de a sublinia auditiv și vizual ideea pe care tocmai o susținea.
Extrem de interesant devine tonul plin de remușcări adoptat în discursurile în care președintele Clinton își cere scuze pentru slăbiciunile omului Clinton în fața întregii națiuni. Nu mai putem vorbi de un discurs efervescent, ci de unul plin de căință, relativ umil, cu o ușoară undă de patetism chiar.

### "I have sinned"
Discursul “I have sinned” din 11 septembrie 1998, adoptă acest ton plin de remușcări, Clinton lasă să i se simtă stânjeneala și totodată dorința de a se justifica cumva și de a cere scuze în primul rând poporului american. Poziția pe care o adoptă acum vizavi de public este un pic inferioară acestuia tocmai pentru a-i atrage înțelegerea și mai ales iertarea.
Pe tot parcusul discursului Clinton nu schimbă poziția de ușoară inferioritate, încearcă să se justifice și să demonstreze că este pe deplin conștient de gravitatea faptelor sale. Și-a cerut scuze tuturor celor implicați și afectați de scandal, dar lasă să se înțeleagă faptul că cel mai important “membru al familiei” căruia trebuie să-i ceară iertare este poporul american. Mulțumește poporului american pentru faptul că l-a susținut, în ciuda situației, subliniind că totuși “a păcătuit”, întărind astfel acea conotatie biblica a faptei sale. Clinton insistă foarte mult pe acesta latura religioasă a faptei sale, subliniază impactul pe care l-a avut evenimentul asupra sa în primul rând din punct de vedere religios și moral, și apoi politic, încercând astfel să câștige simpatia publicului, a americanilor.

### "I am sorry"
Situația este similară și în Discursul “I am Sorry” din 11 decembrie 1998, unde avem tot un Clinton plin de remușcări, care cere iertare americanilor, Congresului, prietenilor, familiei. În acest discurs se poate observa și o resemnare pe care n-am întâlnit-o în alte discursuri, și în același timp scopul e de a arăta totuși maturitatea celui care a greșit și e pregătit să își asume greșeala. De asemenea Clinton subliniază valoarea pe care o are familia pentru el, dar și ideea de familie în general.
Vedem acum un Clinton pregătit să își accepte sentința, oricare ar fi ea, care cere sprijinul și încrederea americanilor, devine un fel de arhanghel prăbușit, un fel de înger decăzut, cu aripile frânte care totuși nu va renunța la sine și la ceilalți. Își pierde imaginea de salvator, dar în același timp adoptă imaginea unui fel de apostol care nu și-a negat dumnezeul tocmai prin atitudinea de căință și remușcări.

### Caracteristici ale discursului
La nivel de limbaj, nu se poate vorbi de un vocabular elevat, ci de o combinație de limbaj comun cu o ușoară tentă intelectuală (Clinton a absolvit Oxford și Yale). În discursuri sunt folosite cuvinte cu un puternic impact psihologic, cuvinte simple la prima vedere (ex.: “change”) dar care ajung cheia întregului discurs. Sunt folosite metafore (ex.: winter-spring), variate epitete (adjective comparative de superioritate de cele mai multe ori, ex.: “better”, “higher”, “greater”, etc). De asemenea păstrează constant legătura cu publicul căruia i se adresează prin construcții de tipul “us,” “we”, “fellow americans”, “America”, etc”.
La nivel psihologic, discursurile sale pot fi caracterizate ca și subliminale, se mizează foarte mult pe acele fraze sau cuvinte cheie care vizează cele 5 nivele de receptare - auditiv, vizual, kinestezic (emotii), olfactiv, gustativ - cuvinte sau fraze simple, însă încărcate de subînțelesuri. Se apelează la subconștient prin repetarea acestora sau a unor sinonime la fel de puternice ca și impact psihic (ex. “change” = “renewal”, “reinven”, “remaking”, etc) și se mizează pe inducerea unei complicități din partea publicului printr-o constantă de apropiere de tipul “we”, “us”, “together”etc.
La nivel ideologic, o particularitate a discursurilor clintoniene este distingerea foarte clară între eu-ul Clinton și noi-ul Americanii, căci persoana I este folosită pentru a transmite gândurile, emoțiile omului Clinton (omului politic, religios, americanului, democratului, etc), iar formulele de plural îl identifică pe Clinton cu America, poporul american, ideea de americanism. Evident, imaginea adoptată este cea a salvatorului, mai degrabă un Moise gata să-și treacă poporul printre ape, decât un Solomon sau Cincinnatus. După scandal se poate spune că tinde spre o imagine de Alexandru cel Mare în ultima perioadă a domniei, păstrând grandoarea trecutului mai luminoasă decât tumultul prezentului.
În ciuda situației stânjenitoare pentru un Președinte, Clinton reușește să păstreze simpatia publicului, să atragă compătimirea și pe undeva iertarea acestuia.

## Galerie de imagini a vizitei lui Bill Clinton în România

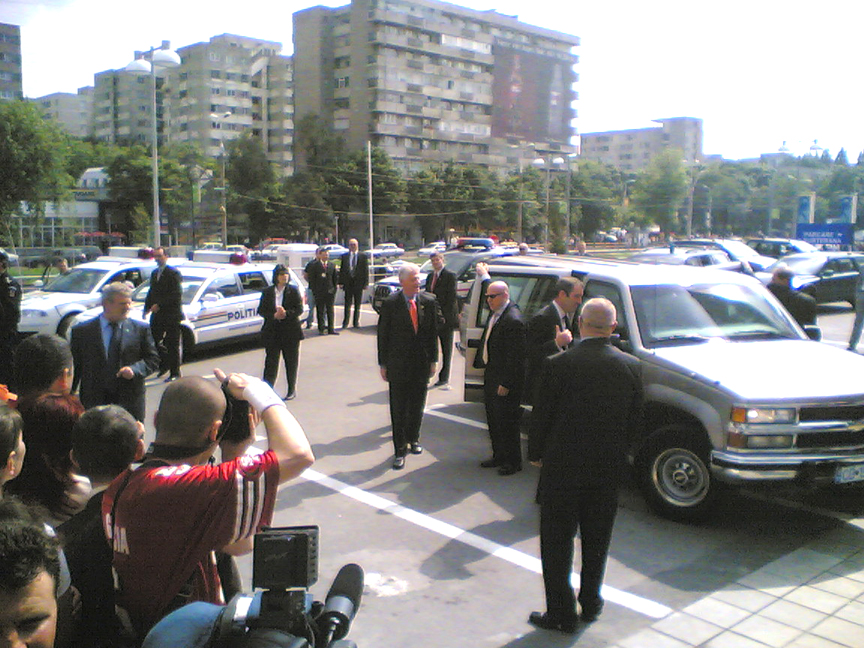
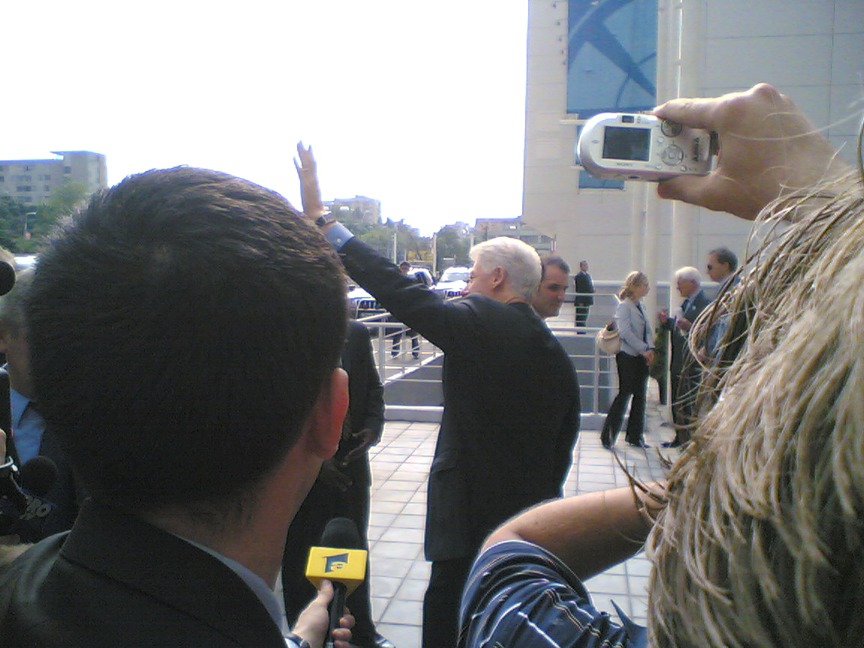
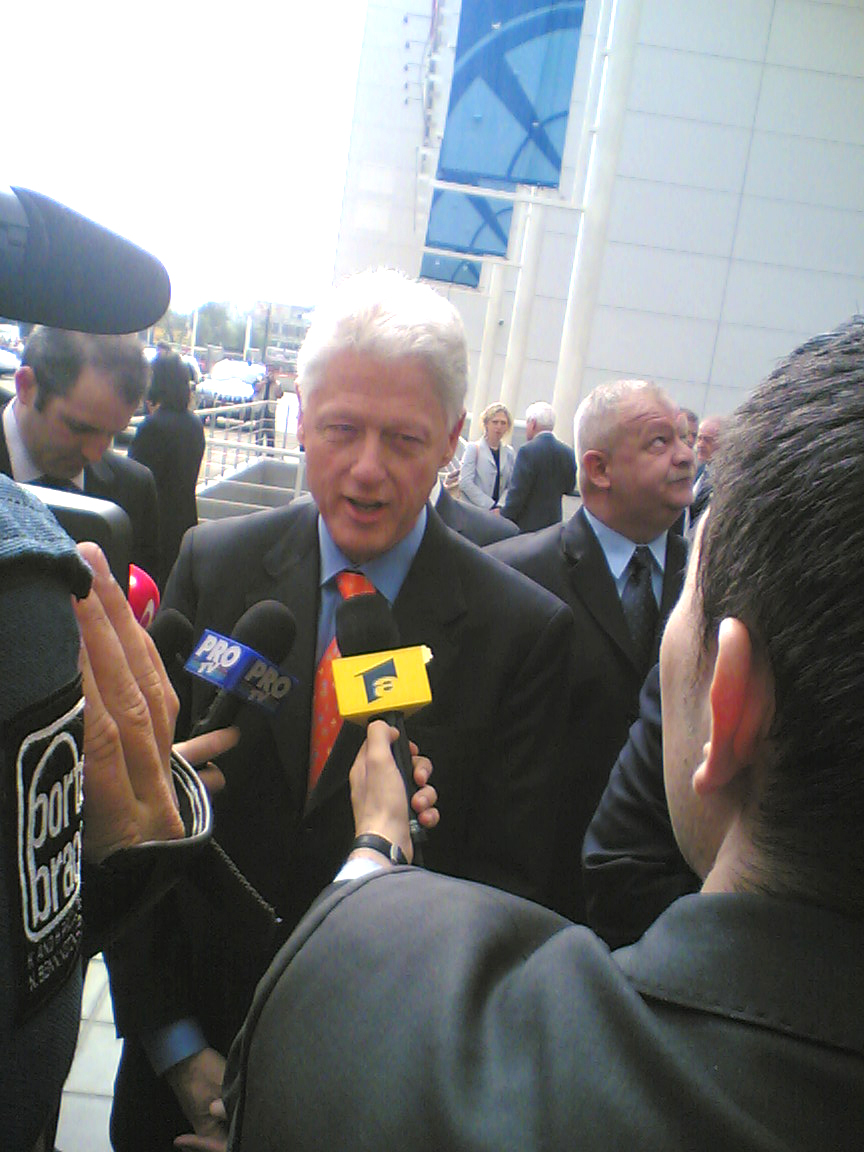

## Cărți scrise
- Between Hope and History⁠(d). New York: Times Books. 1996. ISBN 978-0-8129-2913-3.
- My Life⁠(d) (ed. 1st). New York: Vintage Books. 2004. ISBN 978-1-4000-3003-3.
- Giving: How Each of Us Can Change the World⁠(d) (ed. 1st). New York: Knopf. 2007. ISBN 0-307-26674-5.
- Back to Work: Why We Need Smart Government for a Strong Economy. Knopf. 2011. ISBN 978-0-307-95975-1.